# Hamamatsu
Hamamatsu (浜松市, Hamamatsu-shi, lit. Pinheiro da Costa) é uma cidade japonesa localizada na província de Shizuoka.
Em 1 de março de 2018, a cidade tinha uma população estimada em 806.435 habitantes, sendo cerca de 12 mil brasileiros, fazendo com que a cidade tenha a maior concentração de brasileiros per capita do Japão. A cidade tem uma densidade populacional de 517 habitantes/km². A área total é de 1558,06km².
Recebeu o estatuto de cidade designada em 1 de abril de 2007.

## História

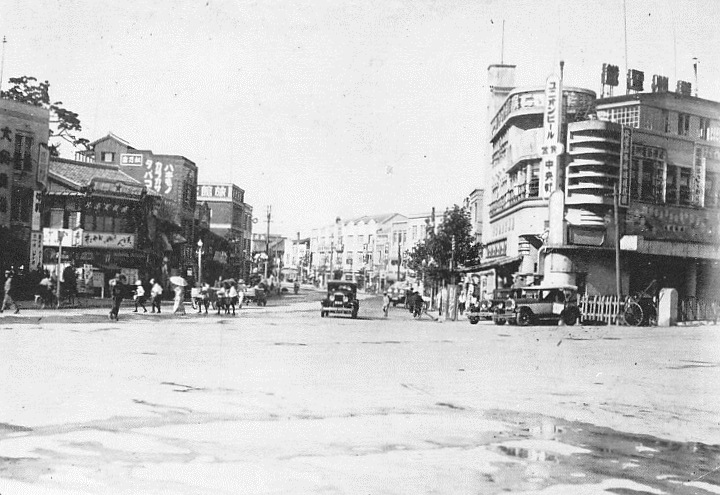
Rua Hirokoji na década de 1930

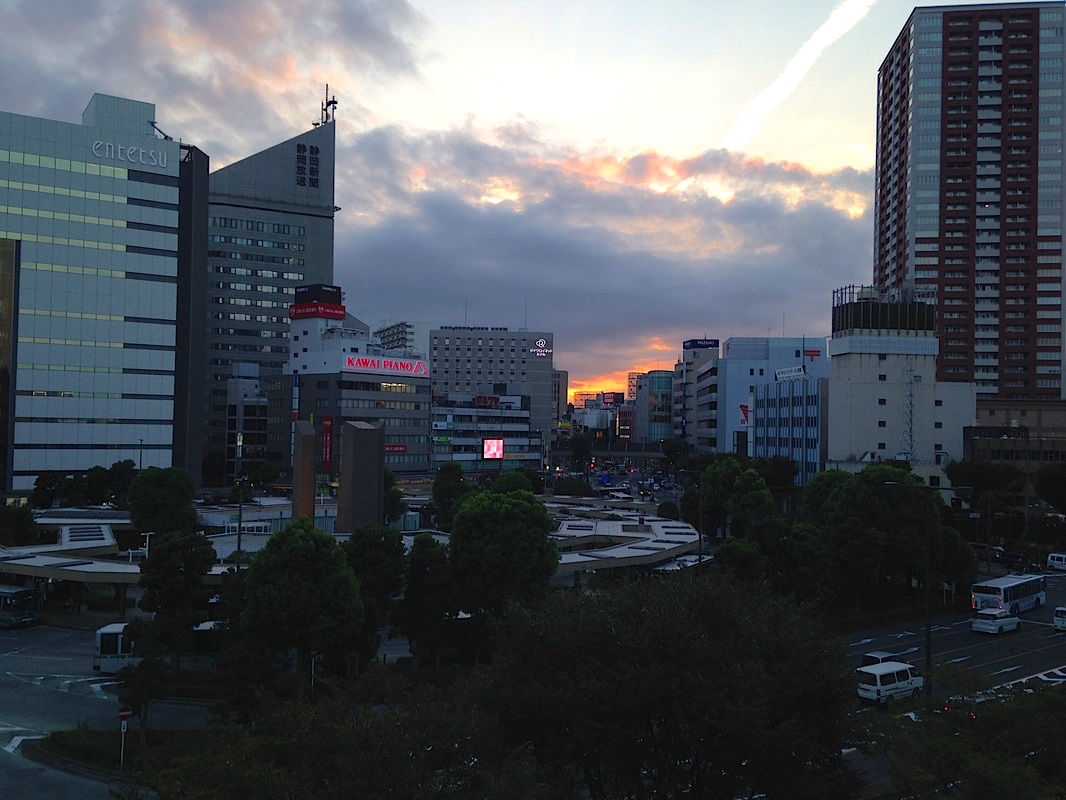
Parte do horizonte de Hamamatsu

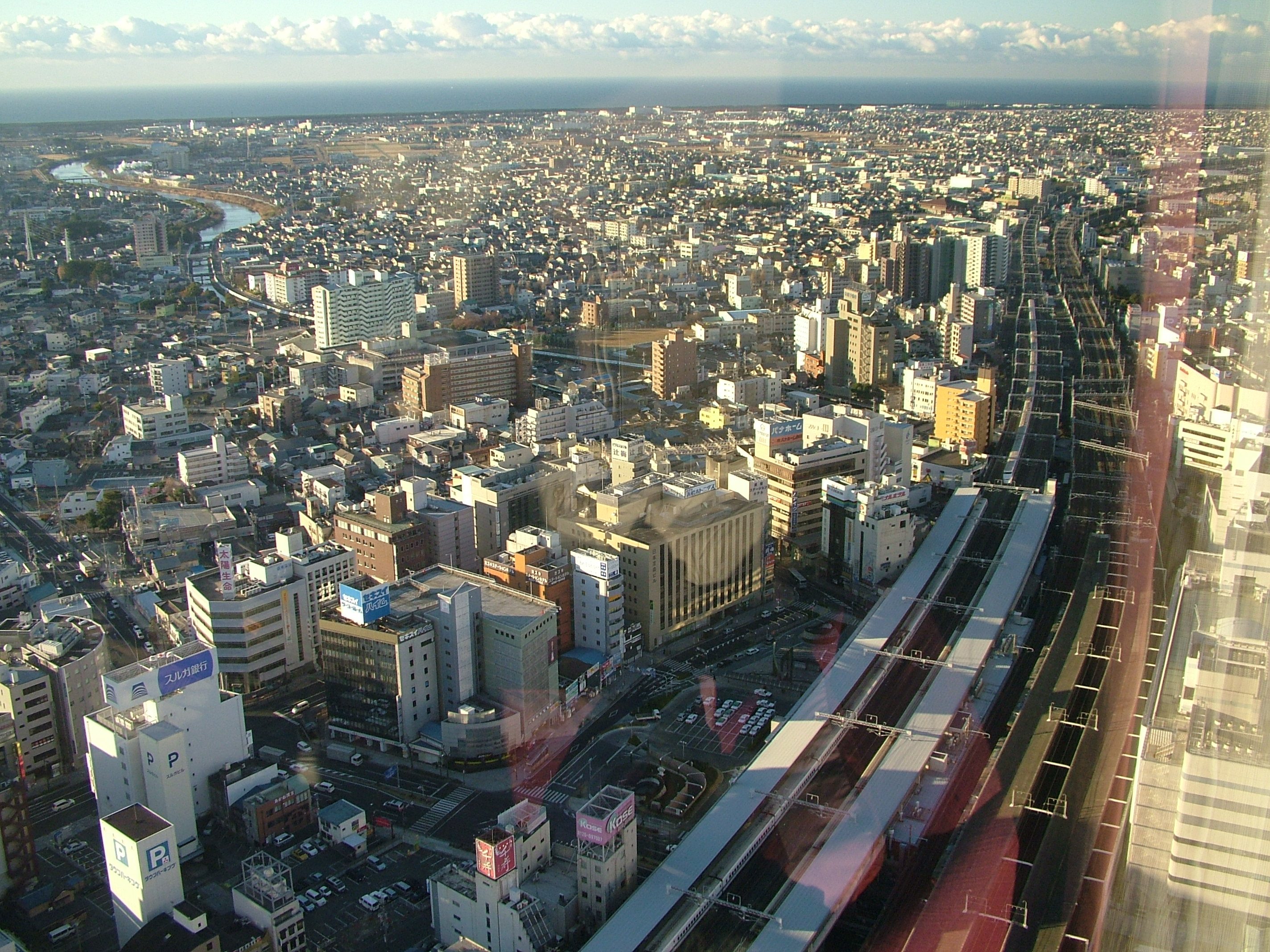
Vista aérea de Hamamatsu a partir do prédio mais alto (Act Tower)

A área que agora é a cidade de Hamamatsu é ocupada desde tempos pré-históricos, com vários vestígios arqueológicos do Período Jōmon e do Período Kofun descobertos, incluindo o Sítio Arqueológico de Shijimizuka com seus sambaquis e o antigo túmulo Akamonue Kofun. No Período Nara, se tornou a capital da Província de Tōtōmi. Durante o Período Sengoku, o Castelo de Hamamatsu foi o lar do futuro xogum Ieyasu Tokugawa. Hamamatsu floresceu durante o Período Edo sob uma sucessão de governantes daimiôs como uma cidade castelo, e uma cidade postal da Tōkaidō. Após a Restauração Meiji, Hamamatsu se tornou uma prefeitura entre 1871 e 1876, sendo depois unida à Prefeitura de Shizuoka. A Estação de Hamamatsu abriu na Linha Principal Tōkaidō  em 1889. No mesmo ano, em uma reforma cadastral no Japão, Hamamatsu se tornou uma vila.

## Geografia
Hamamatsu está localizada a 260 quilômetros de Tóquio.
Hamamatsu consiste de uma planície, do Platô Mikatahara ao sul, e uma área montanhosa ao norte. É limitada pelo Lago Hamana ao oeste, o Rio   Tenryū ao leste, e pelo Oceano Pacífico ao sul.

### Clima
O clima no sul de Hamamatsu é clima subtropical úmido com invernos frios para amenos com pouca queda de neve; entretanto, venta muito no inverno por conta da monção seca chamada Enshū no Karakaze, algo único na região. O clima no norte de Hamamatsu é muito mais severo por conta dos ventos Föhn. Os verões são quentes com temperaturas que geralmente excedem os 35° C em Tenryu-ku, enquanto lá neva no inverno.
| Dados climáticos para Hamamatsu, Shizuoka Médias (1981–2010), Recordes (1883–2012) | Dados climáticos para Hamamatsu, Shizuoka Médias (1981–2010), Recordes (1883–2012) | Dados climáticos para Hamamatsu, Shizuoka Médias (1981–2010), Recordes (1883–2012) | Dados climáticos para Hamamatsu, Shizuoka Médias (1981–2010), Recordes (1883–2012) | Dados climáticos para Hamamatsu, Shizuoka Médias (1981–2010), Recordes (1883–2012) | Dados climáticos para Hamamatsu, Shizuoka Médias (1981–2010), Recordes (1883–2012) | Dados climáticos para Hamamatsu, Shizuoka Médias (1981–2010), Recordes (1883–2012) | Dados climáticos para Hamamatsu, Shizuoka Médias (1981–2010), Recordes (1883–2012) | Dados climáticos para Hamamatsu, Shizuoka Médias (1981–2010), Recordes (1883–2012) | Dados climáticos para Hamamatsu, Shizuoka Médias (1981–2010), Recordes (1883–2012) | Dados climáticos para Hamamatsu, Shizuoka Médias (1981–2010), Recordes (1883–2012) | Dados climáticos para Hamamatsu, Shizuoka Médias (1981–2010), Recordes (1883–2012) | Dados climáticos para Hamamatsu, Shizuoka Médias (1981–2010), Recordes (1883–2012) | Dados climáticos para Hamamatsu, Shizuoka Médias (1981–2010), Recordes (1883–2012) |
| Mês                                                                                | Jan                                                                                | Fev                                                                                | Mar                                                                                | Abr                                                                                | Mai                                                                                | Jun                                                                                | Jul                                                                                | Ago                                                                                | Set                                                                                | Out                                                                                | Nov                                                                                | Dez                                                                                | Ano                                                                                |
| ---------------------------------------------------------------------------------- | ---------------------------------------------------------------------------------- | ---------------------------------------------------------------------------------- | ---------------------------------------------------------------------------------- | ---------------------------------------------------------------------------------- | ---------------------------------------------------------------------------------- | ---------------------------------------------------------------------------------- | ---------------------------------------------------------------------------------- | ---------------------------------------------------------------------------------- | ---------------------------------------------------------------------------------- | ---------------------------------------------------------------------------------- | ---------------------------------------------------------------------------------- | ---------------------------------------------------------------------------------- | ---------------------------------------------------------------------------------- |
| Recorde alta °C (°F)                                                               | 20.7 (69.3)                                                                        | 22.5 (72.5)                                                                        | 24.7 (76.5)                                                                        | 28.1 (82.6)                                                                        | 31.3 (88.3)                                                                        | 36.7 (98.1)                                                                        | 38.6 (101.5)                                                                       | 39.3 (102.7)                                                                       | 36.6 (97.9)                                                                        | 31.0 (87.8)                                                                        | 27.8 (82)                                                                          | 22.6 (72.7)                                                                        | 39.3 (102.7)                                                                       |
| Média alta °C (°F)                                                                 | 10.1 (50.2)                                                                        | 11.1 (52)                                                                          | 14.3 (57.7)                                                                        | 19.3 (66.7)                                                                        | 23.0 (73.4)                                                                        | 25.8 (78.4)                                                                        | 29.4 (84.9)                                                                        | 31.1 (88)                                                                          | 28.2 (82.8)                                                                        | 23.1 (73.6)                                                                        | 17.9 (64.2)                                                                        | 12.7 (54.9)                                                                        | 20.5 (68.9)                                                                        |
| Média diária °C (°F)                                                               | 5.9 (42.6)                                                                         | 6.5 (43.7)                                                                         | 9.7 (49.5)                                                                         | 14.7 (58.5)                                                                        | 18.7 (65.7)                                                                        | 22.0 (71.6)                                                                        | 25.7 (78.3)                                                                        | 27.0 (80.6)                                                                        | 24.1 (75.4)                                                                        | 18.8 (65.8)                                                                        | 13.5 (56.3)                                                                        | 8.4 (47.1)                                                                         | 16.3 (61.3)                                                                        |
| Média baixa °C (°F)                                                                | 2.5 (36.5)                                                                         | 2.7 (36.9)                                                                         | 5.6 (42.1)                                                                         | 10.4 (50.7)                                                                        | 14.9 (58.8)                                                                        | 19.0 (66.2)                                                                        | 23.0 (73.4)                                                                        | 24.0 (75.2)                                                                        | 21.0 (69.8)                                                                        | 15.3 (59.5)                                                                        | 9.8 (49.6)                                                                         | 4.8 (40.6)                                                                         | 12.8 (55)                                                                          |
| Recorde baixa °C (°F)                                                              | −6 (21)                                                                            | −5.5 (22.1)                                                                        | −3.3 (26.1)                                                                        | 0.0 (32)                                                                           | 4.7 (40.5)                                                                         | 10.4 (50.7)                                                                        | 15.3 (59.5)                                                                        | 16.8 (62.2)                                                                        | 12.4 (54.3)                                                                        | 3.8 (38.8)                                                                         | 0.1 (32.2)                                                                         | −4.1 (24.6)                                                                        | −6 (21)                                                                            |
| Média precipitação mm (pol.)                                                       | 57.0 (2.244)                                                                       | 78.3 (3.083)                                                                       | 149.4 (5.882)                                                                      | 167.5 (6.594)                                                                      | 190.5 (7.5)                                                                        | 241.3 (9.5)                                                                        | 190.0 (7.48)                                                                       | 150.8 (5.937)                                                                      | 248.9 (9.799)                                                                      | 164.5 (6.476)                                                                      | 118.8 (4.677)                                                                      | 52.3 (2.059)                                                                       | 1 809,1 (71,224)                                                                   |
| Média umidade relativa (%)                                                         | 58                                                                                 | 57                                                                                 | 60                                                                                 | 65                                                                                 | 71                                                                                 | 78                                                                                 | 80                                                                                 | 77                                                                                 | 75                                                                                 | 70                                                                                 | 66                                                                                 | 61                                                                                 | 68                                                                                 |
| Média mensal horas de sol                                                          | 196.5                                                                              | 184.2                                                                              | 191.0                                                                              | 195.6                                                                              | 195.8                                                                              | 148.3                                                                              | 177.5                                                                              | 222.6                                                                              | 161.0                                                                              | 165.9                                                                              | 170.0                                                                              | 199.5                                                                              | 2 207,9                                                                            |
| Fonte: Agência Meteorológica do Japão                                              |                                                                                    |                                                                                    |                                                                                    |                                                                                    |                                                                                    |                                                                                    |                                                                                    |                                                                                    |                                                                                    |                                                                                    |                                                                                    |                                                                                    |                                                                                    |

### Bairros
Hamamatsu é divida em sete bairros:
- Hamakita-ku (浜北区)
- Higashi-ku (東区)
- Kita-ku (北区)
- Minami-ku (南区)

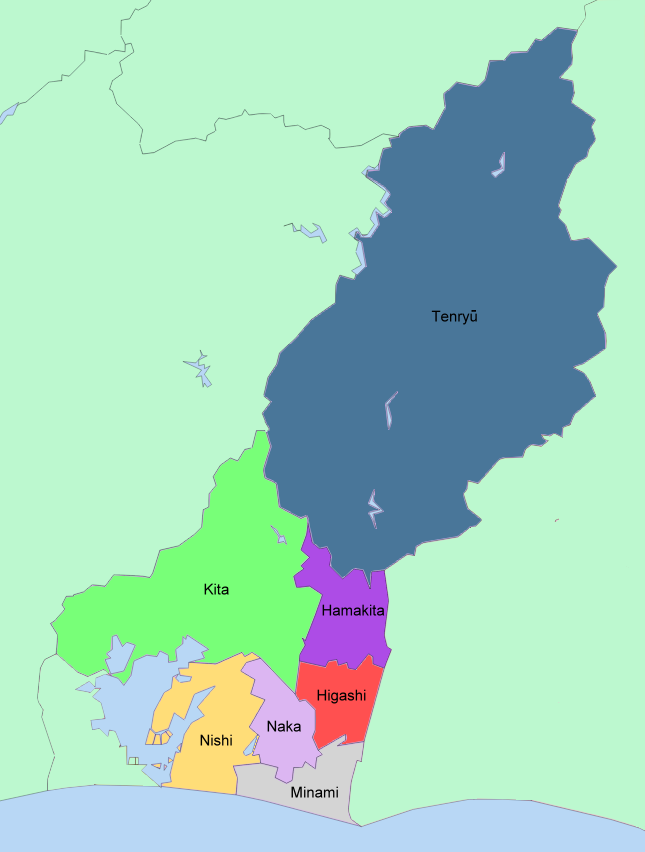
Bairros de Hamamatsu

- Naka-ku (中区) — centro administrativo
- Nishi-ku (西区)
- Tenryū-ku (天竜区)

### Municipalidades vizinhas
Prefeitura de Shizuoka
- Iwata
- Fukuroi
- Kakegawa
- Kikugawa
- Kosai
- Arai
- Bentenjima
- Shimada
- Mori
- Kawanehon

Prefeitura de Aichi
- Toyohashi
- Shinshiro
- Tōei
- Toyone

Prefeitura de Nagano
- Iida
- Tenryū

## Demografia

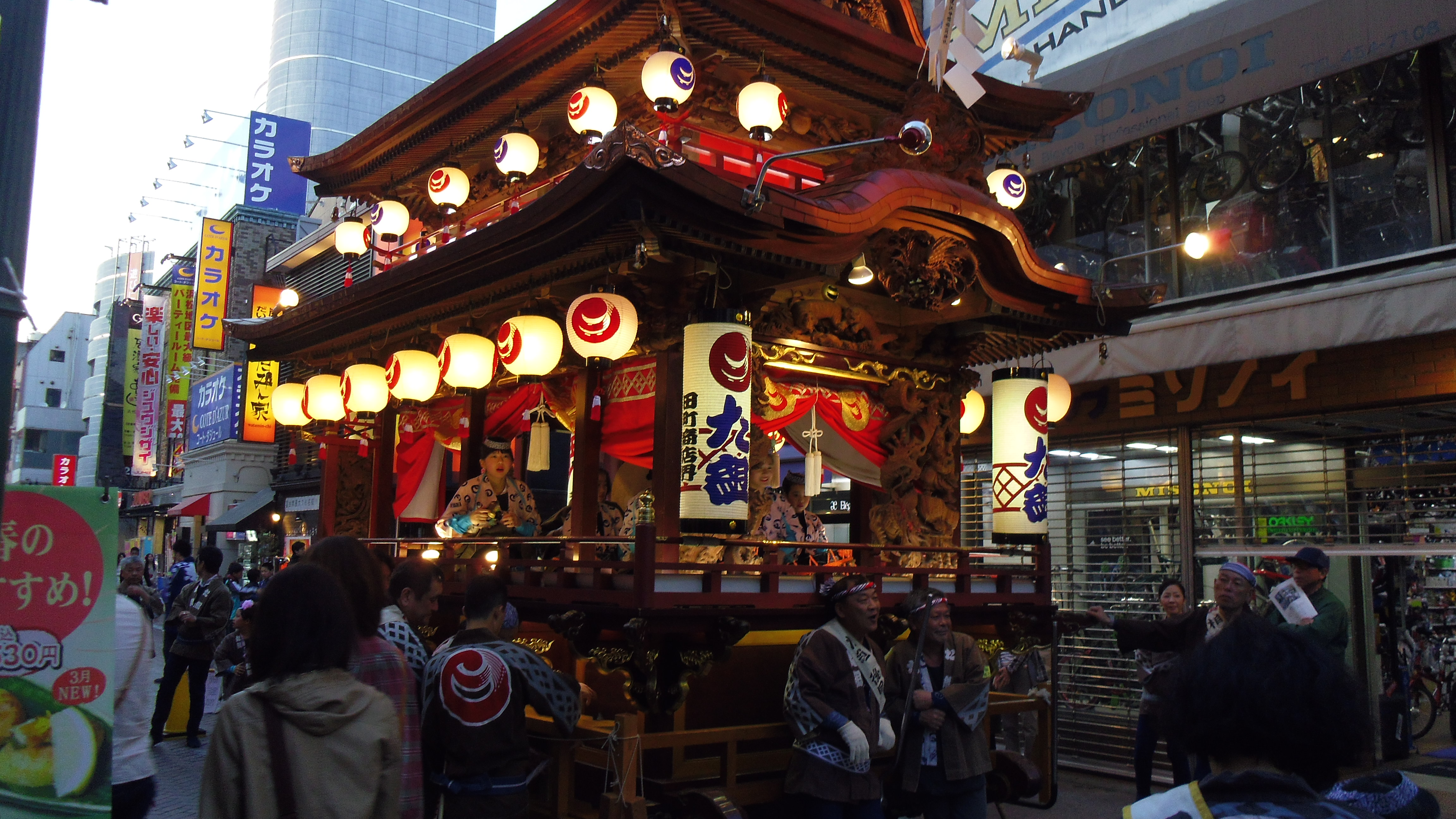
Festival Hamamatsu

A população de estrangeiros Nikkei cresceu após a mudança na lei de imigração Japonesa que permitiu que eles trabalhassem no Japão. Muitos estrangeiros trabalham nas fábricas da Honda, Suzuki e Yamaha.
Desde 1990, o número de crianças estrangeiras em Hamamatsu aumentou. Natsuko Fukue do Japan Times escreveu em 2010 que muitas crianças estrangeiras tem dificuldades em se integrarem à sociedade em Hamamatsu porque "as comunidades Japonesas e estrangeiras vivem bastante separadas uma das outras."
A população estrangeira caiu bastante após a crise mundial de 2008, com o governo de Hamamatsu tendo que oeferecer ajuda para que alguns estrangeiros voltassem para seus países de origem.

### Brasileiros

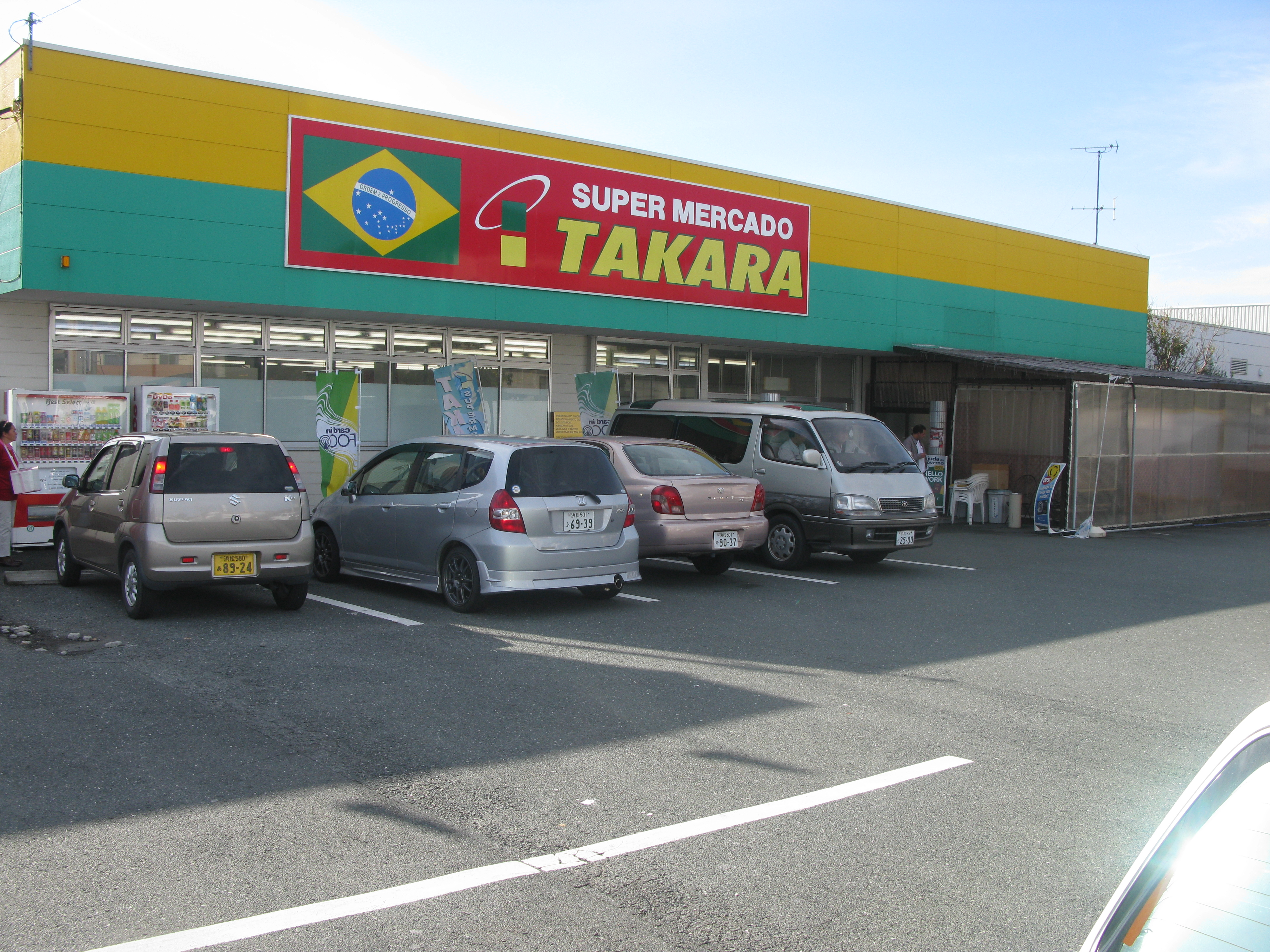
Super Mercado Takara, um supermercado brasileiro

Em um período não especificado, a cidade tinha 15.899 brasileiros, sendo eles 60% da população estrangeira. Toshiko Sugino da Academia Nacional de Defesa do Japão escreveu que as pessoas em Hamamatsu "são consideradas mentes-abertas" para a diversidade étnica. A cidade possui muitos sinais em Português. Isso inclui uma escola brasileira, e vários negócios que erguem bandeiras brasileiras.
Em um ano não especificado, havia 2.500 residentes brasileiros com menos de 18 anos, com 1600 deles tendo menos de 15 anos. Em um ano não específico, 500 brasileiros menores de idade não estavam matriculados em nenhuma instituição educacional.
O presidente da Hamamatsu NPO Network Center, Mitsue Inoue, disse em 2010 que "há muitos supermercados e escolas brasileiras (em Hamamatsu), mas os Japoneses não sabiam que tais locais não existiam."

## Economia

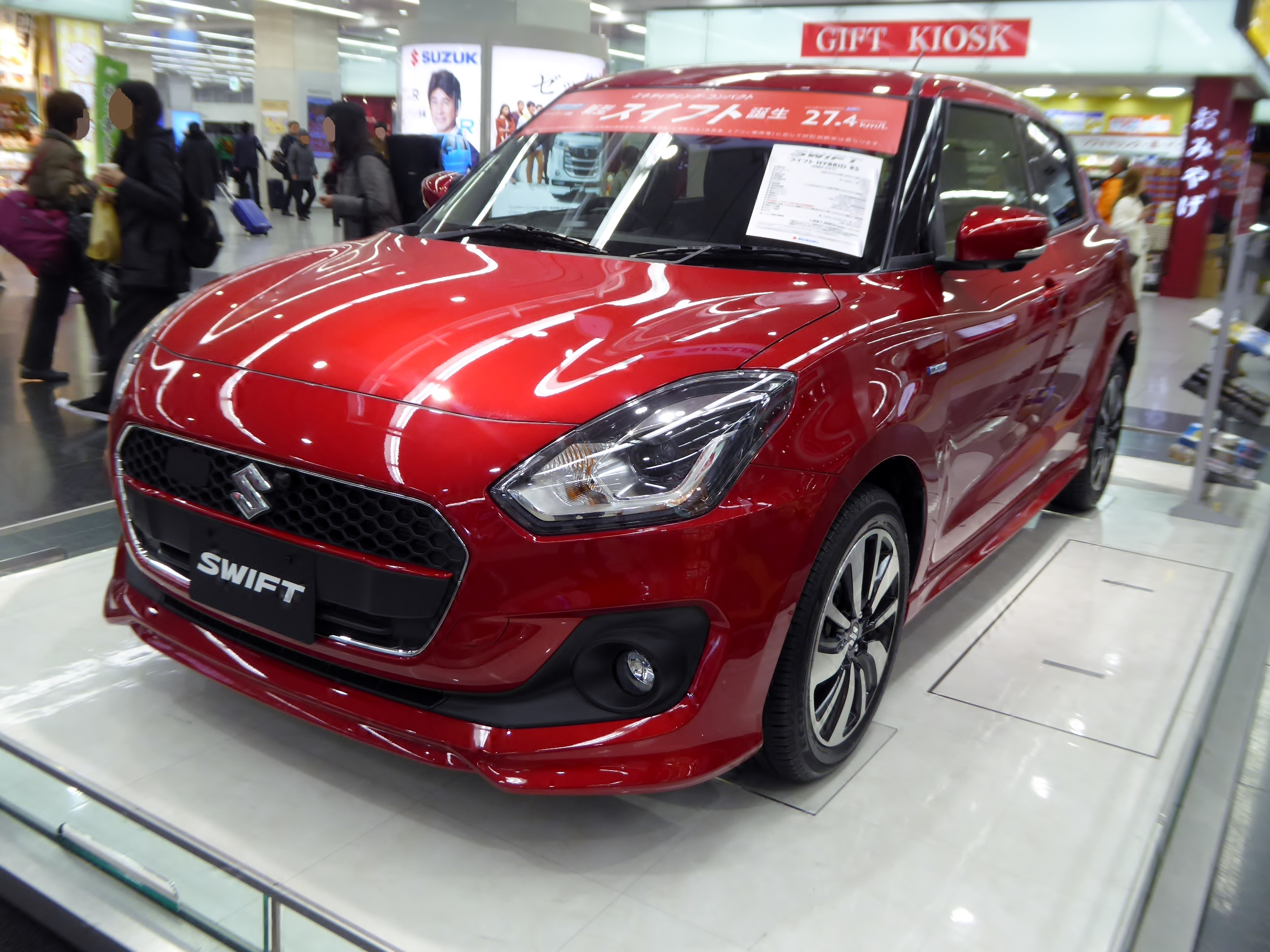
Suzuki Motor

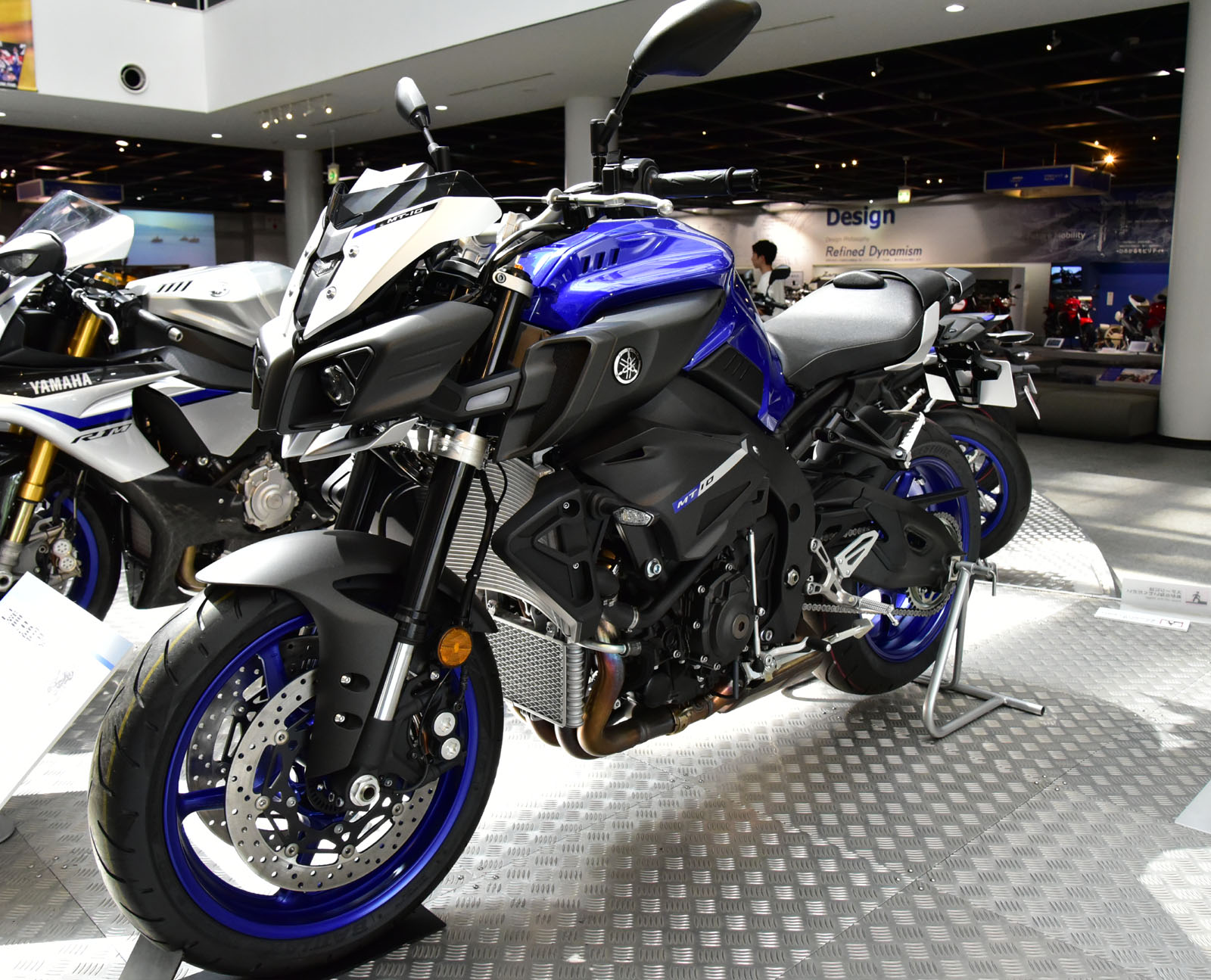
YAMAHA Motor

Hamamatsu é uma famosa cidade industrial, especialmente na área de instrumentos musicais e motocicletas. Em 2010, a Grande Hamamatsu, na Área Metropolitana de Emprego, tinha um PIB de U$ 54.3 bilhões.

### Empresas sediadas em Hamamatsu
- Hamamatsu Photonics K.K.[14]
- Kawai Musical Instruments Mfg.
- Roland Corporation
- Suzuki Motor Co.
- Tōkai Gakki (também conhecida como Tokai Guitars Company Ltd.)
- Yamaha Corporation

### Empresas fundadas em Hamamatsu
- Honda Motor Co.[15]

## Educação

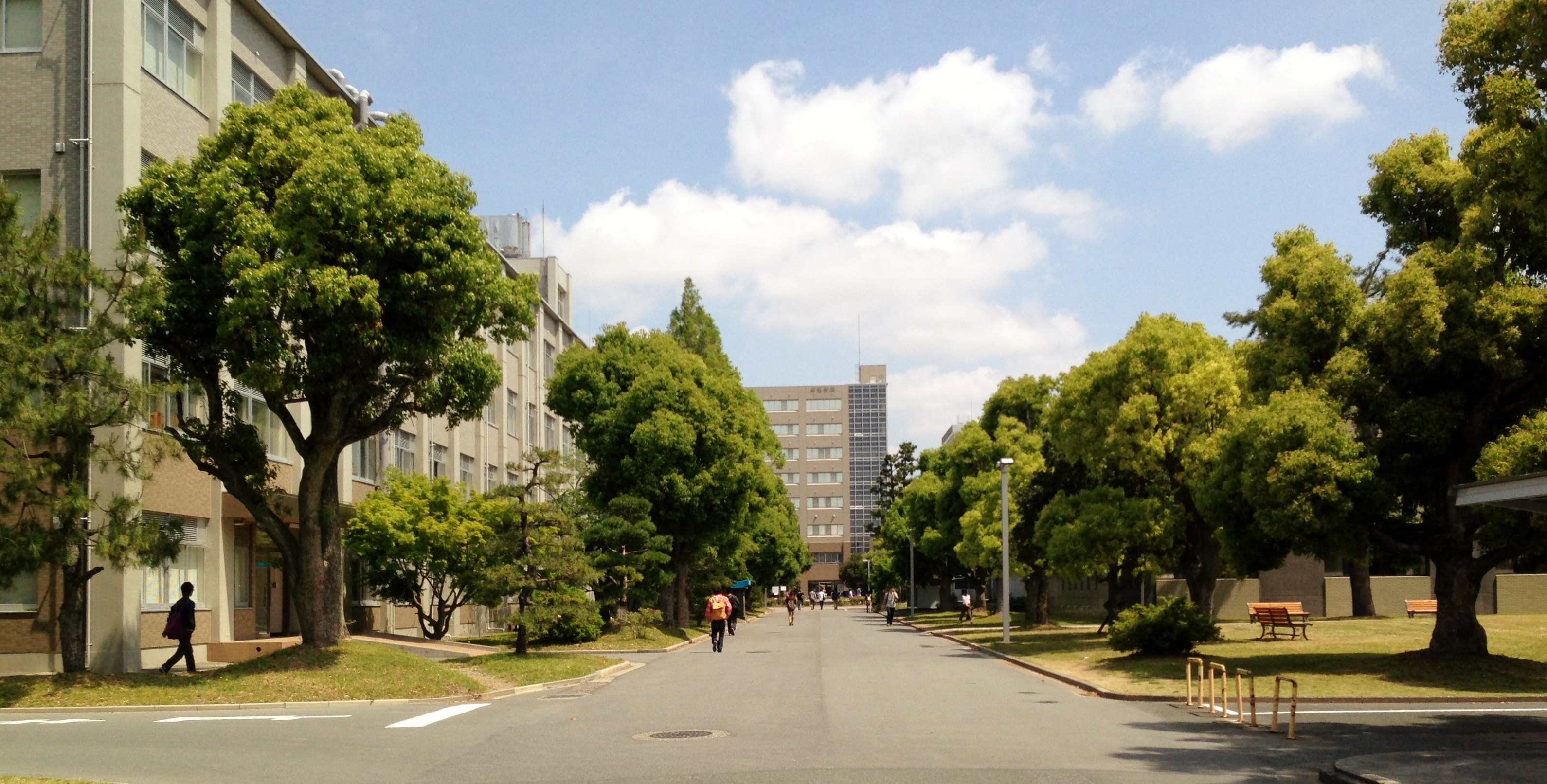
Shizuoka University - Campus Hamamatsu

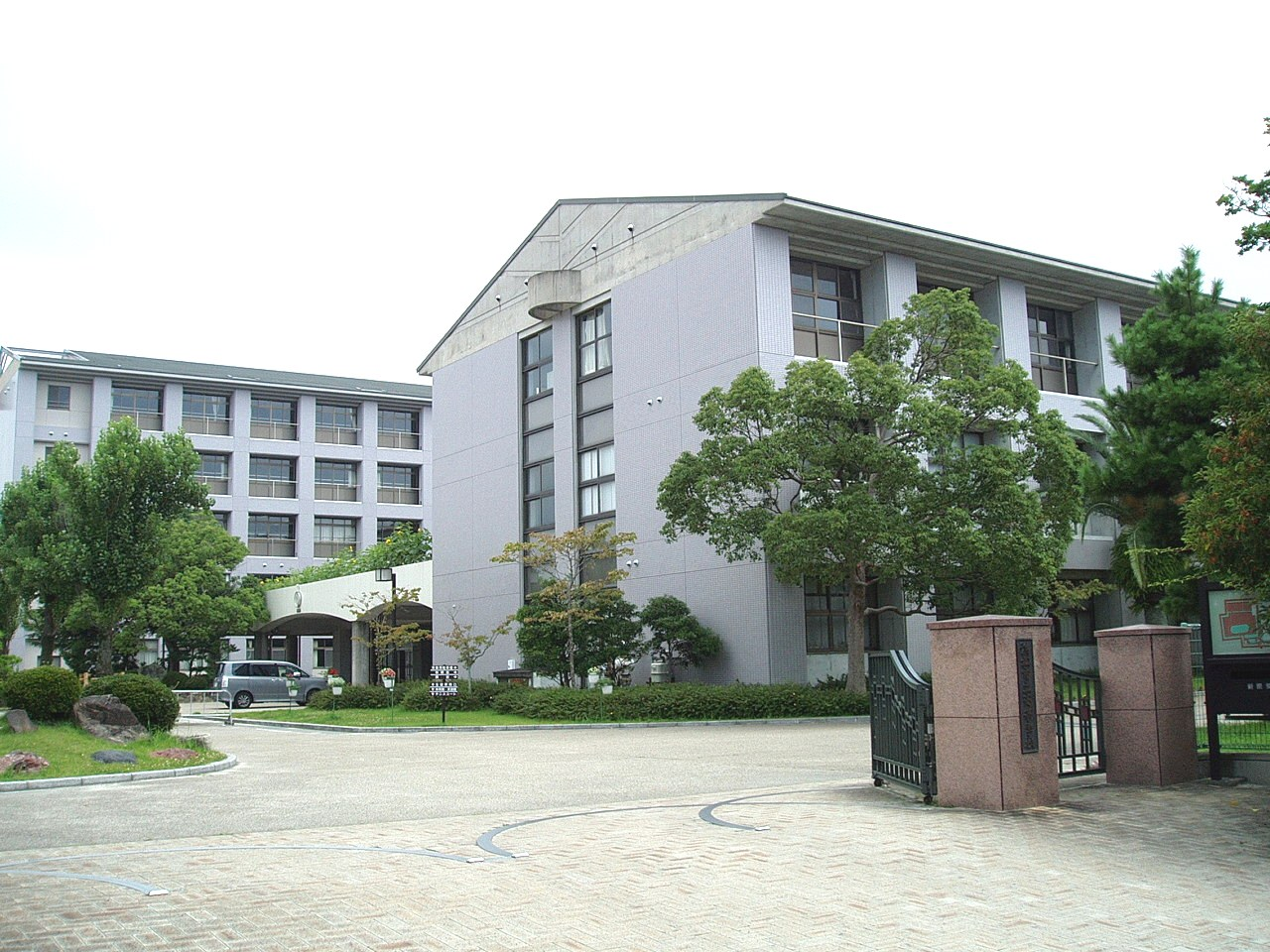
Colégio Municipal de Ensino Secundário de Hamamatsu

### Faculdades e universidades
- Hamamatsu Gakuin University[16]
- Hamamatsu University
- Hamamatsu University School of Medicine
- Seirei Christopher University[17]
- Shizuoka University (Faculty of Engineering and Faculty of Informatics)
- Shizuoka University of Art and Culture[18]

### Escolas
As escolas de ensino médio (kōtōgakkō) são operadas pela Prefeitura de Shizuoka. As escolas de shōgakkō e de chūgakkō são operadas pelo governo da cidade. Há 117 escolas de shōgakkō e 52 escolas de chūgakkō.
Hamamatsu possui as seguintes escolas brasileiras:
- Escola Brasil (antiga Escola Brasileira de Hamamatsu) -  shōgakkō e chūgakkō[20]
- Escola Alegria de Saber -  shōgakkō e chūgakkō [20]
- Escola Alcance - shōgakkō[20]
- Mundo de Alegría - Escola Peruana com uma seção Brasileira de shōgakkō[21]

## Esportes
A Yamaha tem um time de futebol profissional, um time de Rugby na primeira divisão da liga e também conta com um time de beisebol, onde atuaram e atuam jogadores brasileiros. A Honda também tem seu time de futebol, atualmente na terceira divisão do futebol japonês.

## Cidades-Irmãs
- Campo Grande (Mato Grosso do Sul), Brasil
- Cuiabá, Brasil
- Manaus, Brasil[22]
- Varsóvia, Polônia
- Rochester, Estados Unidos
- Camas, Estados Unidos
- Chehalis, Estados Unidos
- Porterville, Estados Unidos

## Personalidades
- Hiroshi Amano (1960), Prémio Nobel de Física de 2014